# Arnaut Vidal de Castelnou d'Ari
Arnaut Vidal de Castelnou d'Ari o Castelnaudary o Castelnaudari (fl. 1305-1324) è stato un trovatore medievale occitano originario di Castelnaudary.

## Biografia
L'ipotesi che Arnaut fosse giudeo convertito non è avvalorata da fonti documentali.
Fu il primo poeta laureato del Consistori del Gay Saber. La poesia di Arnaut in lode alla Vergine Maria venne giudicata la migliore dal Consistori in una agone poetico tenutosi nel 1324 nel giorno della Croce Santa a Tolosa e il trovatore viene insignito della violeta d'or (violetta d'oro). 
Arnaut fu anche l'autore del romanzo cavalleresco Guilhem de la Barra (1318), del quale Paul Meyer produsse la editio princeps (prima edizione critica moderna). Da allora è stata pubblicata una nuova edizione, in francese. 

## Guilhem de la Barra
Il roman di Guilhem de la Barra, tradizionalmente in versi ottonari a rima baciata, "viene ad incentrarsi su false accuse, spogliazioni ed esilio in un tempo e in una regione in cui molte comunità religiose erano minacciate". Ne riportiamo qui l'inizio.
          En una terra lay d'Ungria

          ac .j. rey qu'era de Suria

          ques ac nom lo rey de la Serra,

          le quals estec lonc temps ses guerra

          e layssev so filh heretier,

          adreit e franc e plasentier,

          Jove d'etat entro .xx. ans,

          e segon qu'el era effans

          el fo do dotz bos aibs complitz.

          Tant fo de natural razitz

          que lunha re no saub mal far,

          qu'el fom astrucs d'armas portar

          e de far plasers a sas gens.

          En ayssi saub esser plasens

          e menar vida de senhor,

          si que ab totz pres gran amor,

          qu'el sieu gen cors non caub emenda,

          l'effant estec senes fazenda

          .I. an, .ij. ans, .iij. ans e.iiij.,

          e quant ac dels ans .xxiiij.

          tug li noble de la siutat

          de la Serra son acordat

          qu'ab luy aguesson lor cosselh;

          e ja negus nos meravelh

          quel noble foron plus de .M.,

          e cug qu'eran el mes d'Abril.

          [...]